# Рюмеланж (футбольний клуб)
«Рюмеланж» (фр. Rumelange) — люксембурзький футбольний клуб з однойменного міста, заснований 1908 року. 

## Досягнення
- Чемпіонат Люксембургу
  -  Срібний призер (3): 1968, 1970, 1972

- Кубок Люксембургу
  -  Володар (2): 1968, 1975
  -  Фіналіст (2): 1982, 1984

## Відомі гравці
- Мануель Кардоні

## Відомі тренери
- Марк Томе (1 липня 2007 – 26 квітня 2010)
- Мануель Кардоні (27 квітня 2010 – 1 жовтня 2012)
- Себастьєн Алліері (1 липня 2013–)